# Лідія Артимів
Лідія Артимів (1954 , Філадельфія, Пенсільванія ) — американська концертуюча піаністка та заслужений професор фортепіано Макнайта в коледжі вільних мистецтв Університету Міннесоти.

## Роки становлення
Лідія Артимів народилася у Філадельфії в українській родині. Почала займатися фортепіано в чотири роки у Юрія Оранського в Українському музичному інституті. Її вчителями були Фреда Пастор Берковіц, яка також викладала понад п'ятдесят років у Музичному інституті Кертіса у Філадельфії, з 1962 по 1967 рік, та Гарі Графман, її основний наставник, у якого вона навчалася з 1967 по 1979 рік. Артимів закінчила з відзнакою Університет мистецтв у Філадельфії в 1973 році, який нагородив її відзнакою «Видатний випускник» у 1991 році.

## Кар'єра
Лідія Артимів виступала як солістка із понад 100 оркестрами по всьому світу, включаючи Бостонський симфонічний оркестр, Клівлендський оркестр, Філадельфійський оркестр, Нью-Йоркський філармонійний оркестр, Міннесотський оркестр, Лос-Анджелеський філармонічний оркестр у Голлівудській Боулі, Буфф-Балло-Американ, Цинциннаті, Детройті, Піттсбурзі, Сент-Луїсі, Сан-Франциско, Канзас-Сіті, Національні Сіетлські та Флоридські симфонічні оркестри, камерні оркестри Св. Павла та Св. Луки.
Вона виступала на більш ніж 50 фестивалях, включаючи Marlboro, Mostly Mozart, Aspen, Caramoor, South Mountain, Chautauqua, Hollywood Bowl, Newport, Maverick, Music Mountain, Seattle, Bellingham, Bay Chamber, Chamber Music Northwest, Eastern Shore Maryland, Grand Canyon, Браво! Вейл, Орей, Тусон, Бантрі, Раунд Топ, Медоумаунт, Монреаль, Вірджинія на набережній, Хемпден-Сідней і Сент-Бартс. Вона виступала в камерних виступах з квартетами Alexander, American, Borromeo, Concord, Daedalus, Guarneri, Miami, Orion і Tokyo, а також у дуетних концертах з Арнольдом Стейнхардтом, Майклом Три, Кімом Кашкашян, Марсі Розен, Піною Карміреллі, Бенітою. Валенте, Джон Алер і Йо-Йо Ма. Вона була учасницею тріо Steinhardt-Artymiw-Eskin з Арнольдом Штайнгардтом і Жюлем Ескіном протягом десяти років. Вона також виступала з сольними концертами в більшості великих американських міст, включаючи Нью-Йорк, Філадельфію, Бостон, Чикаго, Вашингтон, Лос-Анджелес, Сіетл, Портленд (Органина), Маямі, Г'юстон, Остін, Міннеаполіс, Детройт і Піттсбург, а також в Україні, Канаді, Англії, Шотландії, Ірландії, Фінляндії, Швейцарії, Німеччині, Італії, Франції, Естонії, Китаї, Кореї, на Тайвані та Філіппінах, у Сінгапурі та Новій Зеландії.
Лідія Артимів була успішною на міжнародних змаганнях. Вона здобула третю премію на конкурсі в Лідсі (Велика Британія) 1978 року і була фіналісткою конкурсу Левентрітта (США) 1976 року, коли перша премія не була присуджена. Вона також була лауреатом премії Ейвері Фішера для кар'єри в 1987 році і премії Ендрю Вольфа в 1989 році. Артимів була членом журі Першого китайського міжнародного конкурсу 2019 року (Пекін), Міжнародного конкурсу піаністів Ланг Ланга Футяня 2017 року, Першого міжнародного конкурсу піаністів Ван Кліберна 2015 року серед юніорів та Вільяма Капелла, Естер Гоненс, PianoArts, Pro Musicis., а також Нью-Йоркський міжнародний конкурс піаністів. Вона також була членом журі п'ятнадцяти конкурсів фортепіанних концертів у Джульярді та Мангеттенській школі, а також конкурсів стипендій Джульярда Бахауера та Нордмана.
Лідія Артимів є заслуженим професором фортепіано Макнайта в Університеті Міннесоти, де вона працювала на музичному факультеті з 1989 по 2020 роки. У 2000 році вона отримала медаль декана в коледжі вільних мистецтв Університету Міннесоти . У 2015 році Артимів був нагороджений Регентською радою премією за видатний внесок у 2015 рік після бакалавра, аспірантури та професійної освіти. З 2015 року Артимів є запрошеним викладачем фортепіанного факультету Джульярда. У 2016 році вона проводила майстер-класи на фортепіано як у Джульярді, так і в Кертіс .
Вона записувала для Chandos, Centaur, Pantheon, Artegra та Bridge. Її записи отримали нагороди від Gramophone (Найкращий за рік) і Ovation (Найкращий за місяць), і вона була номінована на премію Греммі 2019 року з віолончелісткою Марсі Розен за їхній Bridge CD «The Complete Cello/Piano Works of Felix Mendelssohn». Її компакт-диск Chandos із «Пори року» Петра Чайковського розійшовся накладом понад 20 000 примірників і досі друкується.